# 比西-夏尔多内
比西-夏尔多内（法語：Bussy-Chardonney）是瑞士联邦西部法语区的沃州下设的一个镇。在行政上属于莫尔日区管辖。比西-夏尔多内的总面积为3.05平方公里。截至2007年，总人口为363。